# Przełęcz Lipka
Przełęcz Lipka (ok. 685 m n.p.m.) – przełęcz w południowo-zachodniej części Beskidu Niskiego, w tzw. Górach Hańczowskich.
Leży pomiędzy masywami Siwejki (785 m n.p.m.) na północnym wschodzie a Kamiennego Wierchu (776 m n.p.m., ściślej - jego wschodniego grzbietu, zwanego Zieloną Lipką) na południowym zachodzie. Stanowi przejście z dolinki Polczynego Potoku (dopływ Ropki) na południowym wschodzie do doliny Czertyżnianki na północnym zachodzie.
Przez przełęcz nie prowadzi żaden znakowany pieszy szlak turystyczny, wiedzie przez nią natomiast wiejska droga, łącząca wieś Ropki z terenem nieistniejącej wsi Czertyżne.